# Мелетий III
Патриа́рх Меле́тий III (греч. Πατριάρχης Μελέτιος Γ΄, фамилия — Па́нкалос греч. Πάγκαλος; 1772, Кея, Османская империя — 28 ноября 1845, Константинополь, Османская империя) — Константинопольский патриарх, занимавший престол в течение семи месяцев в 1845 году.

## Биография
Родился в 1772 году в Кея. Служил протосинкеллом в патриаршем соборе в Константинополе при патриархе Константинопольском Агафангеле.
В 1828 году был избран митрополитом Амасийским, а в 1830 году переведён на Фесалоникийскую кафедру. В 1841 году назначен на Кизическую кафедру.
18 апреля 1845 года был избран в качестве преемника низложенного патриарха Константинопольского Германа IV.
В течение семи месяцев патриаршества проявил себя как энергичный, человеколюбивый и благородный руководитель. Издал окружное послание относительно епископов, избиравшихся ради титула и дополняющее распоряжение своего предшественника. Также издал особое распоряжение, запрещающее уволенным на покой архиерееям и патриархам проживание в зданиях построенной Халкинской богословской школы.
После кончины патриарха Александрийского Иерофея I, патриарх Мелетий III и Священный Синод Константинопольского патриархата избрали на Александрийскую кафедру митрополита Артемия (Пардалакиса) вопреки воле Патриарха Иерофея I, назначившего своим преемником архимандрита Иерофея (Стафилопатиса). Хотя хиротонии Александрийских патриархов в эту эпоху традиционно осуществлялась в Константинополе, при выборе кандидата руководствовались завещанием предыдущего патриарха и желанием египетских христиан, однако в данном случае патриарх Мелетий III поспешно избрал патриарха без совета с Александрийской церковью, что привело к острому конфликту Константинопольского патриархата с православной общиной Египта. Некоторые наблюдатели (епископ Порфирий (Успенский)) расценивали этот шаг как очередную попытку Константинопольского патриархата сосредоточить в своих руках управление всеми 4 Восточными патриархатами.
Скончался 28 ноября 1845 года в Константинополе и погребён в храме Живоносного источника.